# Jean Tigana
Amadou Jean Tigana (Bamako, 23 juni 1955) is een in Frans-Soedan geboren voormalig profvoetballer die centraal op het middenveld speelde. Hij kwam tweeënvijftig keer uit voor het Frans voetbalelftal, waarmee hij het EK 1984 won. Na zijn actieve carrière werd hij voetbaltrainer.

## Biografie
Tigana kwam met zijn ouders op driejarige leeftijd naar Frankrijk en groeide op in de havenstad Marseille. Hij begon zijn professionele carrière in 1975 bij ST Toulon in de Division 2 en verhuisde in 1978 naar het grotere Olympique Lyon. Na drie jaar vertrok Tigana voor zo'n 3,5 miljoen euro naar Girondins de Bordeaux, waar hij het grootste gedeelte van zijn actieve spelersloopbaan doormaakte. Met Girondins de Bordeaux werd Tigana drie keer landskampioen en drie keer bekerwinnaar. Voorts werd de halve finale van zowel de Europacup in 1985 als de Europacup II in 1987 bereikt. Aan het eind van zijn carrière speelde hij twee jaar voor Olympique Marseille, waarmee hij twee keer de landstitel won.
Als international maakte Tigana deel uit van het nationale elftal dat het EK 1984 won, nadat Spanje in de finale werd verslagen. Samen met Michel Platini, Luis Fernandez en Alain Giresse vormde hij de 'Magische Diamant', een van de beste middenvelden van de Fransen in de geschiedenis.

## Spelerscarrière
| Seizoen | Club                  | Wedstrijden | Doelpunten |
| ------- | --------------------- | ----------- | ---------- |
| 1975-76 | Sporting Toulon Var   | 24          | 1          |
| 1976-77 | Sporting Toulon Var   | 27          | 3          |
| 1977-78 | Sporting Toulon Var   | 26          | 6          |
| 1978-79 | Olympique Lyon        | 36          | 3          |
| 1979-80 | Olympique Lyon        | 33          | 5          |
| 1980-81 | Olympique Lyon        | 35          | 7          |
| 1981-82 | Girondins de Bordeaux | 27          | 1          |
| 1982-83 | Girondins de Bordeaux | 32          | 2          |
| 1983-84 | Girondins de Bordeaux | 32          | 1          |
| 1984-85 | Girondins de Bordeaux | 28          | 3          |
| 1985-86 | Girondins de Bordeaux | 32          | 2          |
| 1986-87 | Girondins de Bordeaux | 37          | 0          |
| 1987-88 | Girondins de Bordeaux | 30          | 1          |
| 1988-89 | Girondins de Bordeaux | 33          | 1          |
| 1989-90 | Olympique Marseille   | 37          | 0          |
| 1990-91 | Olympique Marseille   | 19          | 0          |

## Trainer
Tigana ging na zijn actieve spelerscarrière in 1993 aan de slag als hoofdtrainer bij Olympique Lyon. In zijn tweede seizoen eindigde hij met de club op de tweede plek in de Division 1. Daarna was hij vier seizoenen hoofdtrainer van AS Monaco. In 1997 werd hij landskampioen met de club en in datzelfe jaar won de club de Trophée des Champions. In 2000 werd Tigana trainer van Fulham FC, dat hij van de First Division naar de Premier League bracht. In 2002 won hij met Fulham FC de UEFA Intertoto Cup. In oktober 2005 tekende hij een contract voor anderhalf jaar bij Beşiktaş JK. Gedurende dat seizoen won Beşiktaş voor het eerst in acht jaar weer de Türkiye Kupası. In mei 2010 werd hij aangesteld als opvolger van Laurent Blanc als hoofdtrainer van Girondins de Bordeaux, met ingang van het seizoen 2010/11. Na de 0–4 thuisnederlaag tegen FC Sochaux op 7 mei 2011 stapte Tigana op bij Girondins de Bordeaux. Niet de grote nederlaag, maar het feit dat zijn dochter op de tribune en al eerder op school was lastiggevallen was de reden van zijn vertrek. Hij was in 2012 nog kort aan de slag bij de Chinese club Shanghai Shenhua.

## Erelijst
Als speler
 Girondins de Bordeaux
- Division 1: 1983/84, 1984/85, 1986/87
- Coupe de France: 1985/86, 1986/87

 Olympique Marseille
- Division 1: 1989/90, 1990/91

 Frankrijk
- Europees kampioenschap voetbal: 1984

Individueel als speler
- Division 1 Nieuwkomer van het Jaar: 1980
- France Football Speler van het Jaar: 1984
- Onze d'Argent: 1984
- Ballon d'Or: tweede in 1984
- UEFA Europees Kampioenschap Team van het Toernooi: 1984
- FIFA wereldkampioenschap voetbal All-Star Team: 1986
- Onze de Bronze: 1987

Als trainer
 AS Monaco
- Division 1: 1996/97
- Trophée des Champions: 1997

 Fulham
- Football League First Division: 2000/01
- UEFA Intertoto Cup: 2002

 Beşiktaş
- Türkiye Kupası: 2005/06, 2006/07
- Süper Kupa: 2006

Individueel als trainer
- Frans Division 1 Trainer van het Jaar: 1997
- Frans trainer van het Jaar: 1997

## Trivia
- Kenmerkend voor Tigana is dat hij constant lolly's eet wanneer hij op de bank zit tijdens een wedstrijd.